# Coupe du Liechtenstein de football 1953-1954
 (février 2023).
Si vous disposez d'ouvrages ou d'articles de référence ou si vous connaissez des sites web de qualité traitant du thème abordé ici, merci de compléter l'article en donnant les références utiles à sa vérifiabilité et en les liant à la section « Notes et références ».
Navigation
Édition précédente Édition suivante
La coupe du Liechtenstein 1953-1954 de football est la 9e édition de la Coupe nationale de football, la seule compétition nationale du pays en l'absence de championnat.
La finale est disputée à Vaduz, le 5 septembre 1954, entre le FC Vaduz et le FC Triesen.
Le FC Vaduz remporte le trophée en battant le FC Triesen. Il s'agit du 4e titre de l'histoire du club dans la compétition, le troisième consécutif..

## Demi-finales
| Équipe 1   | Résultat | Équipe 2   |
| ---------- | -------- | ---------- |
| FC Schaan  | 3 - 7    | FC Vaduz   |
| FC Triesen | 2 - 0    | FC Balzers |

## Finale
| 5 septembre 1954 | FC Vaduz | 1 - 0 | FC Triesen | Vaduz |  |
|                  |          |       |            |       |  |